# Attentat de la Ghriba à Djerba du 11 avril 2002
L'attentat de la Ghriba est un attentat-suicide, effectué par un kamikaze du groupe Al-Qaïda et survenu le 11 avril 2002 devant la synagogue de la Ghriba à Djerba (Tunisie). Il a fait 19 morts.

## Déroulement
Un camion-citerne de gaz naturel bourré d'explosifs saute à 9 h 35 devant la synagogue tuant 19 personnes (quatorze touristes allemands, trois Tunisiens, un Franco-Tunisien et un Français) et faisant trente blessés.
Les autorités tunisiennes présentent d'abord l'explosion comme un accident, mais l'enquête menée par la Tunisie, la France et l'Allemagne montre rapidement qu'il s'agissait d'une attaque délibérée, ce que confirme une bande sonore, attribuée au réseau terroriste Al-Qaïda d'Oussama ben Laden, qui revendique la responsabilité de l'attaque et déclare « envoyer un message à l'Allemagne ».
Nizar Naouar, un Franco-Tunisien de 25 ans mort dans l'explosion du camion-citerne, est identifié comme le kamikaze qui a effectué l'attaque avec l'aide de son oncle Belgacem Naouar. L'enquête montre qu'il avait fait croire à ses proches, une famille originaire de Ben Gardane, qu'il poursuivait des études en tourisme au Canada, entre 1999 et 2001, alors qu'il s'entraînait dans des camps d'Al-Qaida en Afghanistan. Dans son testament découvert dans la cache d'un membre d'Al-Qaida à Karachi, en septembre 2002, il y dit « sa haine des Juifs, des Américains et des régimes arabes impies qui empêchent leurs ressortissants de participer au djihad contre Israël » et indique avoir agi seul.
Pour Jalloul Jeribi, ministre des Affaires religieuses au moment de l'attentat, « en Tunisie, toute la société rejette complètement le fondamentalisme. Ce qui s'est passé à Djerba, cela vient de l'Occident ».

## Poursuites
Les conséquences judiciaires de cet acte ont des ramifications dans divers pays, notamment en France.

### Tunisie
Belgacem est arrêté au lendemain de l'attaque et incarcéré dans une prison de Tunis.
Il est alors interrogé, notamment par le juge anti-terroriste français Jean-Louis Bruguière, les enquêteurs l'accusant d'avoir aidé Nizar à faire monter une citerne remplie de gaz sur le camion. Il confirme alors que son neveu l'avait informé de ses intentions dès le 9 avril, soit deux jours avant l'attentat. Belgacem, qui encourt la peine de mort, est condamné le 7 juin 2006 par la quatrième chambre criminelle du tribunal de première instance de Tunis à vingt ans de prison ferme pour « complicité d'assassinat avec préméditation », « participation à une association de malfaiteurs » et « complicité pour détention et fabrication de matières explosives ».
Il est préalablement interrogé durant une vingtaine de minutes par le juge Tarak Braham en l'absence de ses avocats qui boycottent le procès après avoir demandé en vain de disposer au préalable du contenu de son interrogatoire par des juges allemands. Il nie alors les charges retenues contre lui et affirme tout ignorer des desseins terroristes de son neveu, reconnaissant seulement l'avoir assisté pour l'achat d'un véhicule qu'il devait utiliser dans un commerce. S'agissant de l'argent et des papiers d'identité de Nizar retrouvés en sa possession, il soutient qu'ils y avaient été placés à son insu par son neveu.

### France
Paul Sauvage et Mohamed Elkamel Fatmi, deux ressortissants français figurant parmi les morts, le parquet de Paris ouvre une information judiciaire et fait perquisitionner le 17 avril le logement de la famille Naouar à Vénissieux (département du Rhône) ; trois de ses membres sont mis en examen par le juge Bruguière qui instruit l'information judiciaire. Parmi ceux-ci figure Walid Naouar, le frère cadet du kamikaze, soupçonné d'avoir acheté sous un nom d'emprunt, en date du 12 mars 2002, un téléphone satellitaire Thuraya — avec lequel son frère aurait contacté Khalid Cheikh Mohammed pour obtenir le feu vert pour commettre l'attentat — et de lui avoir fourni un modem et des faux papiers. Niant ce fait dans un premier temps, Walid avoue finalement après la découverte du téléphone en Tunisie et se voit arrêté le 12 novembre ; il est incarcéré à la prison de Fresnes où il passe son baccalauréat et entame des études d'histoire.
Considéré par les enquêteurs comme l'un des personnages centraux du dossier, Christian Ganczarski est un ressortissant allemand d'origine polonaise, converti à l'islam en 1986, qui effectua des séjours au Pakistan et en Afghanistan entre 1999 et 2001. Suspecté d'être un membre important d'Al-Qaida, il est soupçonné d'avoir planifié l'opération puis d'avoir donné sa « bénédiction spirituelle » à Nizar Naouar — qui l'avait rencontré à plusieurs reprises à partir de 2000 — lors d'un coup de fil passé au matin du 11 avril, jour de l'attentat,. Il est interpellé le 3 juin 2003 à l'aéroport Roissy-Charles-de-Gaulle après son expulsion d'Arabie saoudite. Au terme de l'enquête, Ganczarski ainsi que Khalid Cheikh Mohammed sont mis en examen pour complicité d'assassinats en relation avec une entreprise terroriste. Ce dernier fait l'objet d'un mandat d'arrêt international car il est considéré comme le commanditaire et le financier de cette opération ; Naouar l'a d'ailleurs appelé au Pakistan avant de contacter Ganczarski.
Le 5 janvier 2009 s'ouvre le procès des trois hommes, devant la cour d'assises spéciale de Paris, pour « complicité et tentatives d'assassinat en relation avec une entreprise terroriste ». Cheikh Mohammed ne comparaît pas puisqu'il est détenu sur la base américaine de Guantánamo où il est jugé par un tribunal militaire pour son rôle dans les attentats du 11 septembre 2001 ; la cour décide le 28 janvier de disjoindre son cas et de le traiter séparément. Au terme du procès, le 5 février, Ganczarski est condamné à 18 ans de prison alors que Naouar est condamné à 12 ans de prison, peines inférieures aux 30 et 15 ans de réclusion réclamées par l'accusation.
Le 11 janvier 2018, Christian Ganczarski, ne voulant pas être extradé vers les États-Unis pour un jugement comme l'un des coordinateurs des attentats du 11 septembre 2001, attaque trois surveillants pénitentiaires avec un couteau.

### Espagne
En mars 2003, cinq personnes accusées d'avoir financé cette attaque sont arrêtées en Espagne. Deux d'entre eux, l'homme d'affaires Enrique Cerda et le Pakistanais Ahmed Rukhsar, sont condamnés à cinq ans de prison le 10 mai 2006.

## Victimes
| Pays             | Morts |
| ---------------- | ----- |
| Allemagne        | 14    |
| Tunisie          | 3     |
| France           | 1     |
| France - Tunisie | 2     |
| Total            | 20    |

### Hommage
Dix ans après l'attentat, à la suite de la révolution tunisienne et grâce à la liberté de parole et d'organisation, de simples citoyens de l'île de Djerba veulent briser le silence et rendre hommage aux victimes de l'attentat.
Le 11 avril 2012, le président de la République tunisienne Moncef Marzouki, l'ambassadeur d'Allemagne en Tunisie, Horst-Wolfram Kerll (de), et l'ambassadeur de France en Tunisie, Boris Boillon, participent à une marche silencieuse en mémoire des défunts. Le président tunisien rencontre les familles des victimes qui peuvent assister à la commémoration et prononce un discours au nom de l'État tunisien où il abhorre cet acte et exprime au nom du peuple tunisien une compassion et une solidarité pour les victimes et leurs familles.

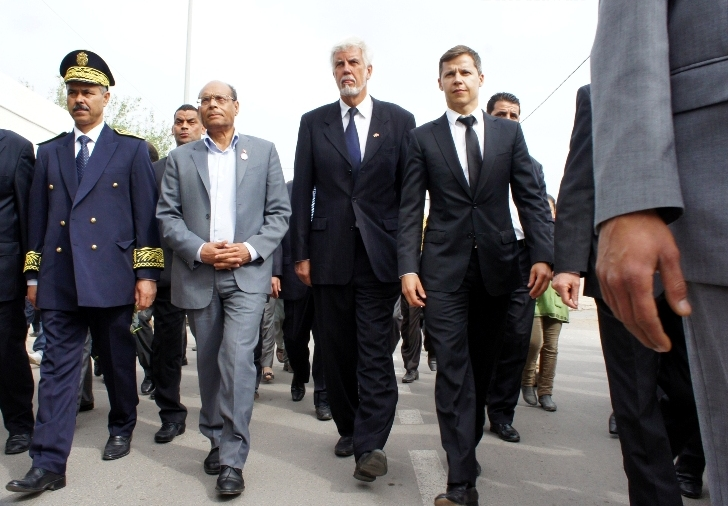
Moncef Marzouki, Horst-Wolfram Kerll et Boris Boillon marchant en mémoire des victimes.
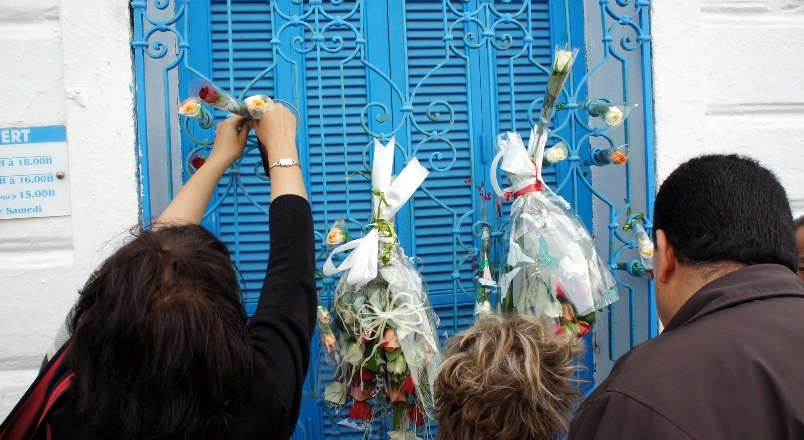
Dépôt de fleurs.
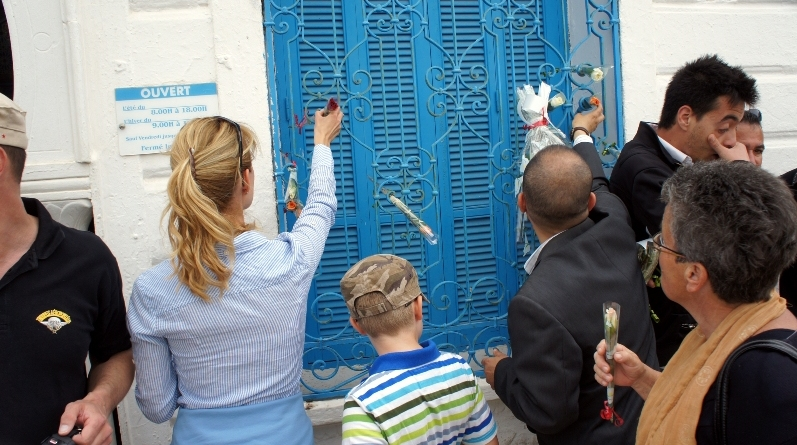
Dépôt de fleurs.
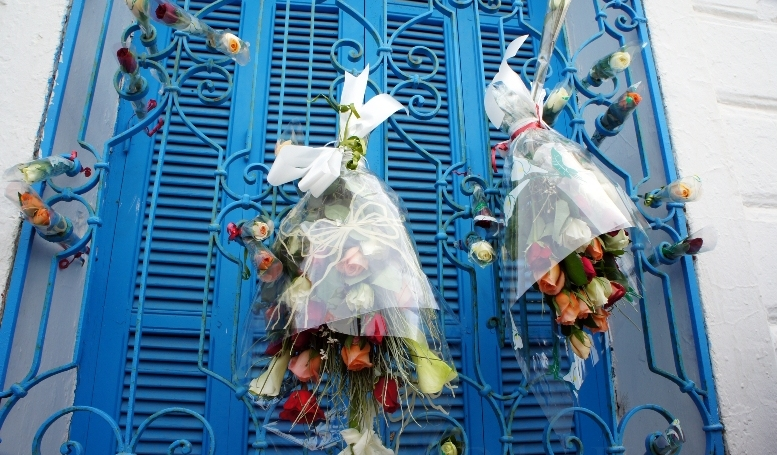
Fleurs accrochées à une fenêtre de la synagogue.